# 皇室陵墓令
皇室陵墓令（こうしつりょうぼれい、大正15年10月21日皇室令第12号）は、1926年（大正15年）に公布された皇室の陵墓に関する法令である。皇室令及附属法令廃止ノ件（昭和22年5月2日皇室令第12号）により、1947年（昭和22年）5月2日限りで廃止された。

## 概要
全文45条。施行の細則は、皇室陵墓令とともに公布された皇室陵墓令施行規則（大正15年宮内省令第8号）において定められている。
陵墓をめぐる制度は、歴史的には大宝律令に喪葬令があり、治部省に諸陵司が置かれ、そののち幾たびかの変遷を経て、その管理の準拠を欠く状態となり、規模、形式に乱れ・不同が生じたため、これを統一して将来の拠るべき規則を制定する必要が生じて皇室陵墓令が制定された。
制定の趣旨は、陵墓の管理の準拠を設け、規模、形式を統一することであって、これは陵墓に関するすべての事項を規定するものではなく、陵墓についてはこの皇室陵墓令のほかに多くの法令に規定がある。
たとえば、陵墓の官制、職制に関しては宮内省官制（大正10年10月7日皇室令第7号）に、祭典に関しては皇室祭祀令（明治41年9月19日皇室令第1号）、皇室喪儀令（大正15年10月21日皇室令第11号）ほかの皇室令に、陵墓に対する犯罪、不敬行為の処罰、取締については刑法（第74條第2項）、航空法施行ニ関スル件（昭和12年6月1日海軍省令第12号）などの一般の法令・省令にその規定がある。
皇室陵墓令について注目すべき点としては、陵形を一定させたこと、陵籍、墓籍を設けたこと、陵墓営建地域を局限したこと、陵墓の兆域（墓域）を限定したことなどがあげられる。
陵墓の陵形　
歴史的に見れば、自然の丘陵を利用して築くかたちから、長年月を経て前方後円という形式を生じ、用明天皇陵以後、方陵、上円下方、あるいは円丘という形式に変わり、また遺詔によって起陵しない場合、遺骨を堂塔の下に蔵する場合、たんに石塔を建てる場合など、形式はさまざまであった。
明治天皇の伏見桃山陵の営建に際して熟慮研究の結果、外形は天智天皇の山科陵に則って上円下方三段型に定められた。陵形は上円下方または円丘と規定され（第5條）、伏見桃山陵の上円下方三段型を原則として、事情の許されない場合は孝徳天皇陵をはじめ、以後多く採用された円丘型によるとされた。
陵籍、墓籍　
後世、陵墓が不明に帰するのを防ぎ、また修補改築などの場合、旧型との変移が無いようにするための貴重な記録であるから、皇室陵墓令では、その調製、登録事項を定め、保存の鄭重を期するために、陵には陵籍（第6條）、墓には墓籍（第9條）を設けるよう規定された。また、陵籍には図面を添付し（第7條第1項）、図面には陵及びその附属物の形状を示し、且つ追号・陵所・及び陵名を記載するとされた（第7條第2項）。
陵籍及び墓籍は副本を備えるとされ（第11條）、陵籍及び墓籍の副本は正本に基づいて作成するとされた（第18條）。陵籍及び墓籍は図書寮に於いて尚蔵し、副本は諸陵寮に於いて保管するとされた（第13條）。
陵墓営建地
従前の陵墓は日本国内各地に散在したが、将来、陵墓を営建するべき地域は、原則として東京府およびこれに隣接する県にある御料地内において勅定されるべきものとされた（第21條）。これは陵墓は、管理の便もあって帝都から遠くない土地に営建されるべきであるとされたためである。
兆域の限定　
従前、陵墓はその兆域は数万ないし数十万平方メートルにわたるものもあって広大だったが、皇室陵墓令においては陵墓の尊厳を保持するに足ることを限度として、天皇の陵の兆域は2500平方メートル、太皇太后・皇太后・皇后の陵の兆域は1800平方メートルとした（第24條）。皇太子・皇太子妃・皇太孫・皇太孫妃の墓の兆域は350平方メートル以内（第26條）、親王・親王妃・内親王・王・王妃・女王の墓の兆域は200平方メートル以内（第27條）と定めて大体の原則とした。